# Боливийско-косовские отношения
Боливия не признаёт независимость Республики Косово. Когда Косово провозгласило независимость 17 февраля 2008 года, президент Боливии Эво Моралес отказался признавать независимость Косово и сравнил косовских политиков с губернаторами четырёх штатов в восточной Боливии, которые требовали автономию.
4 декабря 2009 года на заседании Международного суда ООН представитель Боливии заявил, что Косово является частью Сербии, республика Косово не существует, а «одностороннее провозглашение независимости не может изменить международный режим, установленный резолюцией СБ ООН, или решить исход переговоров».